# Хотарани (Мехединци)
Хотарани (рум. Hotărani) насеље је у Румунији у округу Мехединци у општини Ванжулец. Oпштина се налази на надморској висини од 83 m.

## Становништво
Према подацима из 2002. године у насељу је живело 411 становника, од којих су сви румунске националности.